# Municipio de Washington (condado de Tuscarawas)
El municipio de Washington (en inglés: Washington Township) es un municipio ubicado en el condado de Tuscarawas en el estado estadounidense de Ohio. En el año 2010 tenía una población de 824 habitantes y una densidad poblacional de 12,39 personas por km².

## Geografía
El municipio de Washington se encuentra ubicado en las coordenadas 40°15′16″N 81°28′45″O / 40.25444, -81.47917. Según la Oficina del Censo de los Estados Unidos, el municipio tiene una superficie total de 66.52 km², de la cual 66,5 km² corresponden a tierra firme y (0,02 %) 0,01 km² es agua.

## Demografía
Según el censo de 2010, había 824 personas residiendo en el municipio de Washington. La densidad de población era de 12,39 hab./km². De los 824 habitantes, el municipio de Washington estaba compuesto por el 96,24 % blancos, el 1,82 % eran afroamericanos, el 0,12 % eran de otras razas y el 1,82 % eran de una mezcla de razas. Del total de la población el 0,61 % eran hispanos o latinos de cualquier raza.